# Two and a Half Men (seizoen 11)
Het elfde seizoen van de Amerikaanse sitcom Two and a Half Men werd oorspronkelijk uitgezonden op de commerciële televisiezender CBS vanaf 26 september 2013 tot en met 8 mei 2014. De hoofdrollen worden vertolkt door Jon Cryer en Ashton Kutcher en de nevenrollen door Conchata Ferrell, Amber Tamblyn en Courtney Thorne-Smith. Het seizoen telt 22 afleveringen.

## Samenvatting
Jake is verhuisd en Alan (Jon Cryer) valt van zijn stoel wanneer de tot dan onbekende dochter van zijn overleden broer Charlie Harper aan de deur staat: Jenny Harper (Amber Tamblyn). Jenny is een lesbische vrouw, meteen ook het enige verschil met haar vader. Jenny verstoort prompt het mooi georganiseerde knusse huishouden dat Walden Schmidt (Ashton Kutcher) had gevormd sinds de tijd dat hij zijn intrek nam in het huis van Charlie. Alan wil Jenny beter leren kennen, maar helpt Walden en zichzelf ook niet door zijn liefde voor Lyndsey (Courtney Thorne-Smith) weer onder het stof vandaan te halen terwijl Lyndsey al maandenlang samen is met Larry (D.B. Sweeney). Walden geraakt maar niet over de relatiebreuken met Zoey (Sophie Winkleman) en – recent – Kate (Brooke D'Orsay) heen en kan zich sindsdien aan geen enkele vrouw binden.

## Overzicht
| Nr. serie | Nr. reeks | Titel van aflevering                     | Scenarist(en)                                          | Uitzenddatum      |  |
| --- | --------- | ---------------------------------------- | ------------------------------------------------------ | ----------------- |  |
| 1 | 225       | Nangnangnangnang                         | Don Reo, Jim Patterson en Steve Tompkins               | 26 september 2013 |  |
| Jake is naar Japan verhuisd. Charlie's onbekende 25-jarige lesbische dochter Jenny (Amber Tamblyn) staat op de stoep in de hoop haar familie te leren kennen. Titelquote: Evelyn, over hoe Alan als baby aan haar tepels knaagde. Later herhaalt Walden de zin om Alan te irriteren. Noot: Eerste aflevering met Amber Tamblyn als Jenny Harper                                      |           |                                          |                                                        |                   |  |
| 2 | 226       | I Think I Banged Lucille Ball            | Don Reo, Jim Patterson en Jeff Lowell                  | 3 oktober 2013    |  |
| Jenny trekt in bij haar grootmoeder (Holland Taylor) en haar rijke vriend, de bejaarde televisiepersoonlijkheid Marty Pepper (Carl Reiner). Titelquote: Marty Pepper herinnert zich een mogelijk avontuur met actrice Lucille Ball in het strandhuis. |           |                                          |                                                        |                   |  |
| 3 | 227       | This Unblessed Biscuit                   | Don Reo, Matt Ross en Max Searle                       | 10 oktober 2013   |  |
| Huishoudster Berta (Conchata Ferrell) blesseert haar rug op het werk. Alan (Jon Cryer) en Walden (Ashton Kutcher) vinden het opportuun dat ze met pensioen gaat. Titelquote: Alan, nadat hij een hap uit een koekje heeft genomen. |           |                                          |                                                        |                   |  |
| 4 | 228       | Clank, Clank, Drunken Skank              | Jim Patterson, Don Reo en Steve Tompkins               | 17 oktober 2013   |  |
| Walden organiseert een feestje met Jenny en haar aantrekkelijke vrienden. Alans ongeoorloofde knipperlichtrelatie met Lindsey (Courtney Thorne-Smith) dreigt te escaleren. Titelquote: Stephanie, een vriendin van Lindsey, tegen Alan over hoe ze een dronken Lindsey dikwijls lege wijnflessen naar de stoep ziet dragen.                                                          |           |                                          |                                                        |                   |  |
| 5 | 229       | Alan Harper, Pleasing Women Since 2003   | Jim Patterson, Jeff Lowell en Jim Vallely              | 24 oktober 2013   |  |
| Alan gaat na wat Lindsey's partner Larry (D.B. Sweeney) over hem weet. Walden helpt Jenny haar acteercarrière na te streven. Titelquote: Alan, verwijzend naar het jaar waarin hij van Judith scheidde [in feite 2004 (zie hier)], nadat Lindsey aangaf dat hij ongelooflijk was tussen de lakens.                                                                                   |           |                                          |                                                        |                   |  |
| 6 | 230       | Justice in Star-Spangled Hot Pants       | Jim Patterson, Tim Kelleher en Jeff Lowell             | 7 november 2013   |  |
| Alan wil een afspraakje met een zekere Lynda Carter, maar Walden kent haar. Walden gaat met tegenzin akkoord en nodigt Lynda uit voor een diner. Titelquote: Alan, die Lynda beschrijft als Wonder Woman. |           |                                          |                                                        |                   |  |
| 7 | 231       | Some Kind of Lesbian Zombie              | Don Reo, Matt Ross en Max Searle                       | 14 november 2013  |  |
| Lindsey's jaloezie vormt een bedreiging voor het liefdesleven van Walden en Alan. Titelquote: Walden, over hoe Jenny in staat is hetero vrouwen te versieren. |           |                                          |                                                        |                   |  |
| 8 | 232       | Mr. Walden, He Die. I Clean Room.        | Don Reo, Susan McMartin en Saladin K. Patterson        | 21 november 2013  |  |
| Wanneer Alans affaire met Lindsey Walden dwarsboomt, schakelt hij Rose (Melanie Lynskey) in als hulplijn. Titelquote: Walden, die zich voordoet als een buitenlandse huishoudster om de huurmoordenaar te ontwijken die hem zoekt. |           |                                          |                                                        |                   |  |
| 9 | 233       | Numero Uno Accidente Lawyer              | Jim Patterson, Saladin K. Patterson en Jim Valley      | 5 december 2013   |  |
| Walden gaat op date met Nadine, een model dat vatbaar is voor ongelukken. Paula, de date van Alan, maakt alles net iets te persoonlijk. Titelquote: Nadine beschrijft de advocaat die haar zal vertegenwoordigen in haar rechtszaak tegen Walden. |           |                                          |                                                        |                   |  |
| 10 | 234       | On Vodka, on Soda, on Blender, on Mixer! | Saladin K. Patterson, Matt Ross en Max Searle          | 12 december 2013  |  |
| Jake stuurt Alan een Japanse lekkernij; Waldens huis komt tot leven met twijfelachtige kerstliedjes. Titelquote: Jenny, terwijl ze een kruik alcoholische dranken mixt om te kalmeren. |           |                                          |                                                        |                   |  |
| 11 | 235       | Tazed in the Lady Nuts                   | Don Reo, Jim Patterson en Steve Tompkins               | 2 januari 2014    |  |
| Walden en zijn voormalige werkneemster Nicole (Odette Annable) werken samen aan een nieuw bedrijfsproject. Alan geeft Jenny advies over haar vriendin Brooke. Titelquote: Nicole, tegen Walden nadat hij sprak over "tazed in the nuts" ("stroomstoot in de testikels"). |           |                                          |                                                        |                   |  |
| 12 | 236       | Baseball. Boobs. Boobs. Baseball.        | Jim Patterson, Matt Ross en Max Searle                 | 9 januari 2014    |  |
| Lyndsey's vriend Larry regelt een date voor Alan. Walden wil Nicole helpen met haar project en spendeert tijd met haar. Titelquote: Niet gesproken door een personage, maar door een computer; Waldens computer zegt zijn gedachten hardop, de computer vermijdt seksueel te denken aan Nicole. Dit is de enige keer dat een voorwerp instaat voor de titelquote van een aflevering. |           |                                          |                                                        |                   |  |
| 13 | 237       | Bite Me, Supreme Court                   | Don Reo, Jim Patterson, Steve Tompkins                 | 30 januari 2014   |  |
| Marty Pepper vraagt Evelyn ten huwelijk, Alan en Walden plannen een vrijgezellenfeest voor Marty. Titelquote: Jenny's opmerking over het Hooggerechtshof dat het homohuwelijk legaliseerde. Noot: Laatste aflevering met Carl Reiner als Marty Pepper |           |                                          |                                                        |                   |  |
| 14 | 238       | Three Fingers of Crème de Menthe         | Steve Tompkins, Saladin K. Patterson en Susan McMartin | 6 februari 2014   |  |
| Alan ontdekt dat Lyndsey Larry de deur heeft gewezen zonder dat even te vertellen. Walden probeert te bewijzen dat hij 'een man' is. Titelquote: Alans bestelling in de bar, nadat Larry whisky bestelt. |           |                                          |                                                        |                   |  |
| 15 | 239       | Cab Fare and a Bottle of Penicillin      | Don Reo, Matt Ross en Max Searle                       | 27 februari 2014  |  |
| Alan dwingt Lindsey te kiezen tussen hem en Larry. Jenny maakt zich zorgen dat zij en Brooke uit elkaar groeien. Titelquote: Berta, over Charlie Harpers idee van romantiek. |           |                                          |                                                        |                   |  |
| 16 | 240       | How to Get Rid of Alan Harper            | Don Reo, Jim Patterson en Jeff Lowell                  | 6 maart 2014      |  |
| Walden denkt dat Nicole hem bedriegt. Alan heeft verkering met Larry's zus Gretchen (Kimberley Williams-Paisley). Titelquote: Als Alan de voorkeur geeft aan het leven dat zijn alter ego Jeff Strongman leidt, vraagt hij zich af hoe hij van Alan Harper af kan komen. |           |                                          |                                                        |                   |  |
| 17 | 241       | Welcome Home, Jake                       | Tim Kelleher, Matt Ross en Max Searle                  | 13 maart 2014     |  |
| Lindsey betrapt Alan en Gretchen op hete daad. Walden heeft het lastig zijn trouwe collega Barry (Clark Duke) te vertellen dat hij niet bij hem kan verblijven. Titelquote: Berta, denkend dat Barry verloren zoon Jake is. |           |                                          |                                                        |                   |  |
| 18 | 242       | West Side Story                          | Jeff Lowell, Matt Ross en Max Searle                   | 3 april 2014      |  |
| Waldens ex Kate (Brooke D'Orsay) nodigt hem uit voor de grote opening van haar boetiek. Gretchen hoopt meer tijd met Alan door te brengen. Titelquote: Gretchen, die de aanwijzing van Alan correct raadt tijdens een potje Pictionary tegen Lyndsey en Larry. |           |                                          |                                                        |                   |  |
| 19 | 243       | Lan Mao Shi Zai Wuding Shang             | Don Reo, Jim Patterson en Steve Tompkins               | 10 april 2014     |  |
| Nadat hij weer contact heeft gelegd met Kate, is Walden zeker dat zij degene voor hem is. Totdat hij een vrouw ontmoet genaamd Vivian (Mila Kunis). Titelquote: Kate, als ze een telefoontje krijgt van haar partner uit China. |           |                                          |                                                        |                   |  |
| 20 | 244       | Lotta Delis in Little Armenia            | Jim Patterson, Tim Kelleher en Jim Vallely             | 24 april 2014     |  |
| Alan ziet een kans om grof geld te verdienen, Walden gaat in op zijn afhankelijkheidsproblemen. Titelquote: Alans klant die zegt dat hij Alans chiropraxie-advertentie ("Massages aan zee") heeft gezien in een Armeense supermarkt. |           |                                          |                                                        |                   |  |
| 21 | 245       | Dial 1-900-MIX-A-LOT                     | Don Reo, Steve Tompkins en Susan McMartin              | 1 mei 2014        |  |
| Gretchen eist dat Alan zijn ware gelaat laat zien aan Larry. Walden, Barry en Jenny gaan op roadtrip. Titelquote: Gretchen, die zich waagt aan het hihopnummer Baby Got Back door Sir Mix-a-Lot. |           |                                          |                                                        |                   |  |
| 22 | 246       | Oh WALD-E, Good Times Ahead              | Steve Tompkins, Jeff Lowell, Matt Ross en Max Searle   | 8 mei 2014        |  |
| Alan draagt de gevolgen van zijn onthulling aan Larry. Titelquote: Walden praat met zijn kunstmatig intelligente robot, als verwijzing naar de animatiefilm WALL-E. |           |                                          |                                                        |                   |  |

## Rolverdeling

### Hoofdcast
- Jon Cryer (Alan Harper)
- Ashton Kutcher (Walden Schmidt)
- Amber Tamblyn (Jenny Harper)
- Conchata Ferrell (Berta)

### Gastacteurs
- Courtney Thorne-Smith (Lindsey Mackelroy)
- D.B. Sweeney (Larry)
- Judy Greer (Bridget)
- Kimberley Williams-Paisley (Gretchen)
- Brooke D'Orsay (Kate)
- Melanie Lynskey (Rose)
- Marin Hinkle (Judith Melnick)
- Holland Taylor (Evelyn Harper)